# Madecourt
Madecourt ([madˈkuʁ] ) ist eine auf 300 Metern über Meereshöhe gelegene französische Gemeinde mit 50 Einwohnern (Stand: 1. Januar 2022) im Département Vosges in der Region Grand Est (vor 2016: Lothringen). Sie gehört zum Arrondissement Neufchâteau (bis 2024 Épinal) und ist Mitglied im Gemeindeverband Communauté de communes de Mirecourt Dompaire. Die Bewohner werden Madecurtiens und Madecurtiennes genannt.
Madecourt grenzt im Norden an Bazoilles-et-Ménil, im Osten an Valleroy-aux-Saules, im Süden an Rancourt und im Westen an Rozerotte.

## Bevölkerungsentwicklung
| Jahr      | 1962 | 1968 | 1975 | 1982 | 1990 | 1999 | 2008 | 2017 |
| --------- | ---- | ---- | ---- | ---- | ---- | ---- | ---- | ---- |
| Einwohner | 62   | 56   | 44   | 50   | 63   | 72   | 59   | 52   |

## Sehenswürdigkeiten

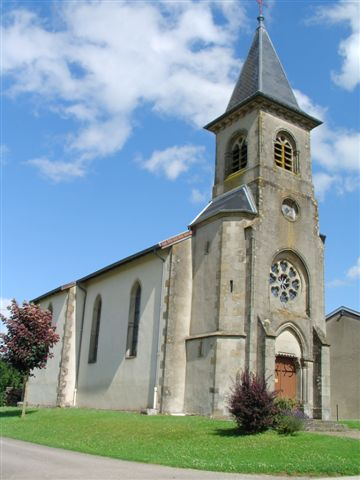
Kirche Sainte-Menne
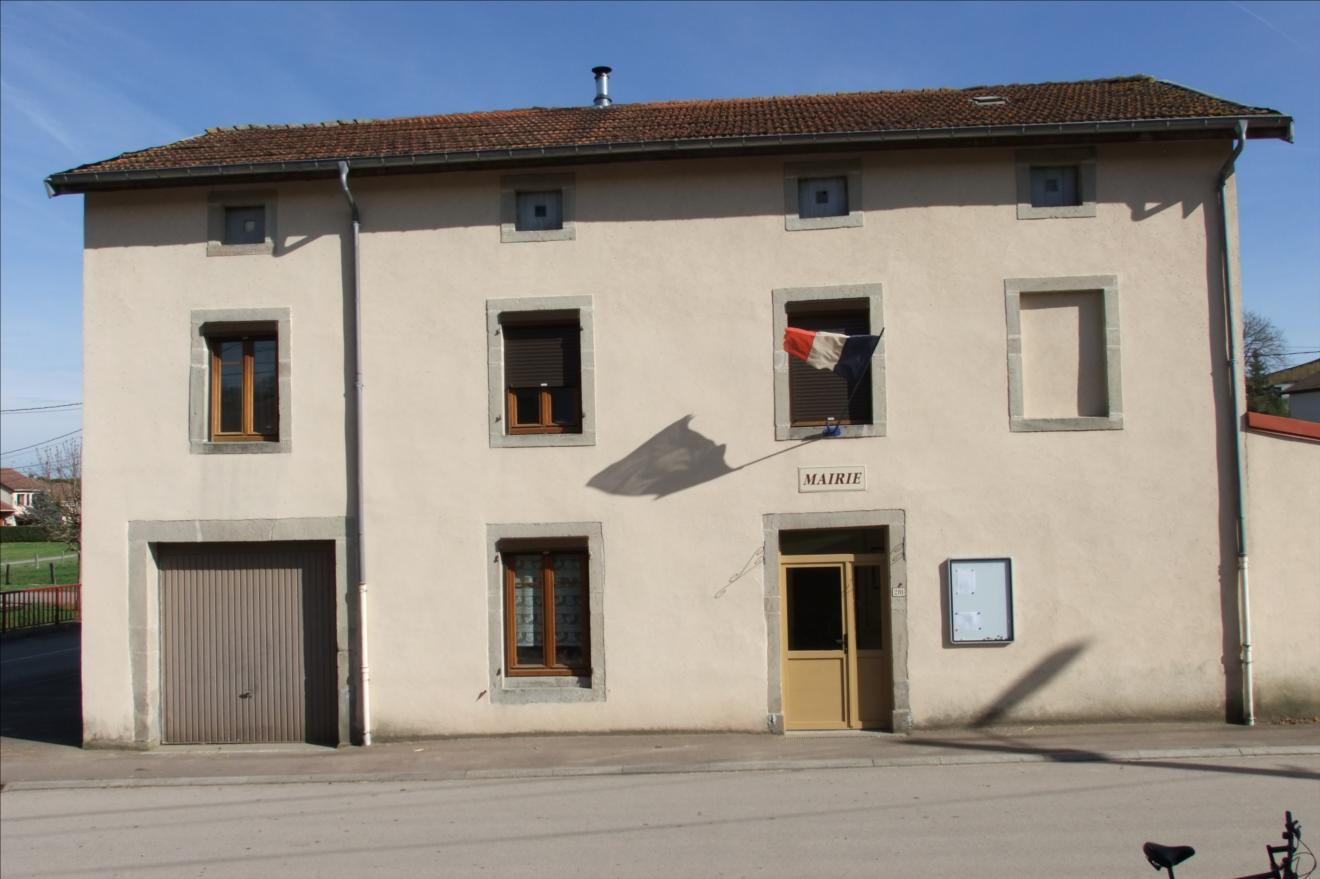
Mairie Madecourt
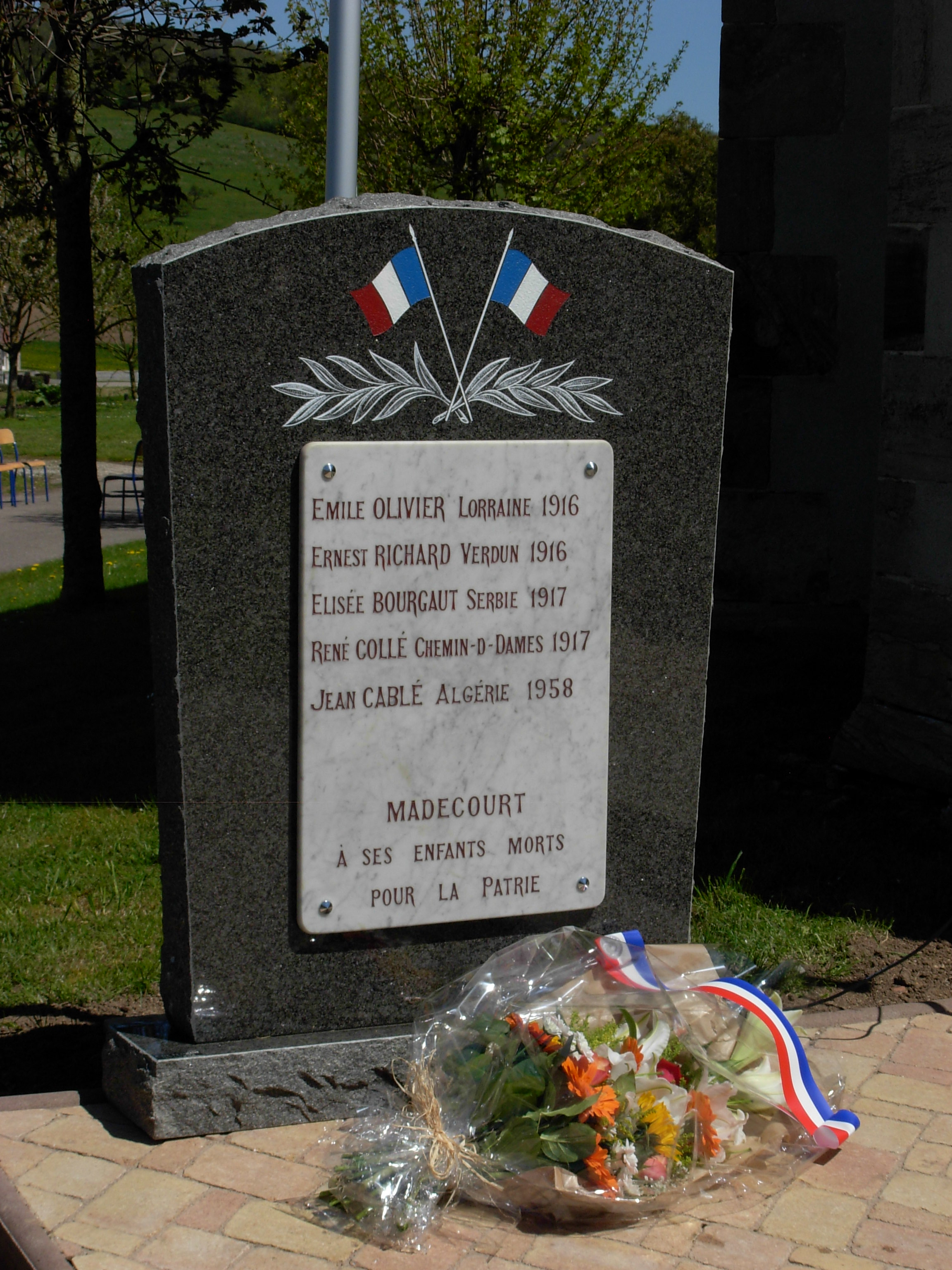
Kriegerdenkmal

- Kirche Sainte-Menne
- Mairie Madecourt
- Kriegerdenkmal